# ペルドナ・ヌエストロス・ペカドス
『ペルドナ・ヌエストロス・ペカドス』（スペイン語: Perdona nuestros pecados）は、チリのテレビドラマ。メガで2017年3月6日から2018年8月22日まで放送された。

## 登場人物
マリア・エルザ・キロガ・デ・モレル
演：マリアナ・ディ・ジラモ
レイナルド・スアレス
演：マリオ・ホートン
アルマンド・キロガ
演：アルバロ・ルドルフィ
アンヘラ・ブルネス
演：パオラ・ボルパト